# Lauri Kivekäs (fennomane)
Pour les articles homonymes, voir Lauri Kivekäs.
Lauri Kivekäs (né Gustaf Laurentius Stenbäck le 21 juillet 1852 à Alavus – mort le 26 mars 1893 à Helsinki) est un fennomane radical.

## Biographie

### Jeunesse
Au début, Lauri Stenbäck ne réussit pas à l'école. Il est connu pour être un élève agité et perturbateur. Après avoir étudié chez lui puis à Vaasa, il est élève de la première école de langue finnoise de Finlande. Cependant, il doit redoubler et il est renvoyé temporairement de l'école, probablement pour beuveries.
À l'automne 1871, il entre à l'université d'Helsinki,. Lauri y suit une majeure en histoire et obtient son diplôme en 1875. Ses études progressent lentement principalement à cause de ses autres occupations et son accumulation de dettes. À son arrivée à l'université il s'affiche comme svecomane, mais durant sa première année universitaire il devient fennomane sous l'influence de son frère Konrad.
Lauri Stenbäck acquiert une réputation nationale entre 1875 et 1877, lors des poursuites judiciaires intentées, après les déchaînements des fêtes de la Saint-Jean, contre Theodor Westerstrand, le sous chef de police d'Alavus. L'action judiciaire aboutit à une procédure judiciaire baignant dans le conflit linguistique. Lauri Stenbäck agissant en tant qu'avocat des plaignants obtient finalement une victoire inattendue devant la cour supérieure, quand la cour du Sénat condamne Westerstrand à une amende. À cette époque, Lauri Stenbäck n’a aucune qualification d’avocat, mais cette expérience judiciaire le motive pour s'engager dans des études juridiques.

### Meneur des étudiants fennomanes
L'été 1876, un petit groupe d’étudiants fennomanes radicaux fait quelque chose d’inouï en finnicisant leur nom de famille. Parmi eux, Gustaf Laurentius Stenbäck finnicise également son prénom et devient Lauri Kivekäs. Ce nom de famille rappelait l'époque de la grande colère durant laquelle les insurgés paysans sont appelés kivekäs. Plusieurs autres membres de la famille Stenbäck, dont Konrad, prennent aussi le nom de Kivekäs.
À l’automne 1876, Lauri Kivekäs est élu président de l'organisation Suomalainen Nuija des étudiants parlant finnois et à la même période il présente à la nation étudiante d'Ostrobotnie son programme linguistique radical, selon lequel le finnois devrait être élevé au statut hégémonique en Finlande: en tant que langue souveraine dans l'administration publique et en tant que langue d'enseignement dans toutes les écoles.
Les droits des suédophones seraient assurés en obligeant tous les fonctionnaires à parler suédois dans la même mesure où on les oblige à parler le finnois à cette époque. Lauri Kivekäs devient bientôt le héros des étudiants qui soutiennent la ligne politique plus agressive du Parti finlandais.
En mars 1876, un groupe mené par Lauri Kivekäs vient semer le désordre au théâtre suédois d'Helsinki en perturbant une représentation de La Chauve-Souris.
À la suite de cet événement, appelé à l'époque le scandale de la chauve souris (fi), Lauri Kivekäs est exclu pour un semestre de l'université. Il passe cette année 1877–1878 d'exclusion en Allemagne où il étudie les sciences sociales. Il est fêté à son retour.
On pense qu'il a été influencé par l'historicisme d'Adolph Wagner.
Dès son retour en Finlande, Lauri est à nouveau élu président des Suomalainen Nuija en 1879.
En tant qu'agitateur de talent, pour des raisons tactiques, il soulève des controverses parmi les étudiants afin d'isoler les étudiants suédophones.
En peu de temps, l'aile radicale des fennomanes commence à se distinguer de plus en plus des fennomanes modérés au sein de l'union étudiante, et Lauri devient une personnalité centrale du mouvement.
Au printemps 1880, il se rend à Stockholm pour représenter son association étudiante et il se montre ivre et se comportant de façon inappropriée.
Le dirigeant fennomane modéré Johan Richard Danielson-Kalmari considère alors que Lauri Kivekäs n'est pas apte à représenter le mouvement et il commence à le considérer comme étant un dangereux agitateur et un populiste.
À l'automne 1880, nouvellement officialisée, l'union des étudiants suomalainen nuija, élit son premier président et les fennomanes remportent l'élection. Le président élu est Johan Richard Danielson-Kalmari qui a accepté de se porter candidat à la présidence de suomalainen nuija à condition que Lauri Kivekäs soit exclu de la liste des candidats. La controverse qui a lieu au sujet de la fête du 10e anniversaire de l'ancienne maison des étudiants est la dernière goutte qui décide les partisans de Lauri Kivekäs à créer leur propre organisation: le K.P.T.,.
Le K.P.T. préconise la marginalisation complète de la langue suédoise et est aussi plus radical, que les anciens fennomanes, en matière de problèmes sociaux. Dans la couverture du premier numéro du magazine Kansan Pyhä Tahto publié par l'association, Kivekäs est représenté en symbole de la révolution, coiffé d'un bonnet phrygien.